# FC Groningen
Football Club Groningen (phát âm tiếng Hà Lan: [ɛfˈseː ˈɣroːnɪŋə(n)]) là một câu lạc bộ bóng đá chuyên nghiệp Hà Lan có trụ sở tại Groningen. Câu lạc bộ chơi ở Eredivisie, giải bóng đá cao nhất của Hà Lan.
Câu lạc bộ được thành lập vào năm 1915 với tên gọi Unitas, sau đó được đổi tên thành GVAV vào năm 1917 và FC Groningen vào năm 1971. Sân vận động của họ là Oosterpark Stadion từ năm 1971 đến năm 2005, trong khi họ hiện đang chơi tại Hitachi Capital Mobility Stadion. Sân vận động thường được gọi với tên cũ là Euroborg.
Kết quả tốt nhất của họ ở Eredivisie là vị trí thứ ba vào năm 1991 và 2006, và kết quả tồi tệ nhất của họ ở Eredivisie là xuống hạng Eerste Divisie vào năm 1974 và 1998. Câu lạc bộ đã giành Cúp KNVB trong mùa giải 2014-15.

## Cầu thủ

### Đội hình hiện tại
Tính đến ngày 6/9/2024.
Ghi chú: Quốc kỳ chỉ đội tuyển quốc gia được xác định rõ trong điều lệ tư cách FIFA. Các cầu thủ có thể giữ hơn một quốc tịch ngoài FIFA.
| Số | VT | Quốc gia | Cầu thủ                     |
| -- | -- | -------- | --------------------------- |
| 1  | TM | Suriname | Etienne Vaessen             |
| 2  | HV | Hà Lan   | Wouter Prins                |
| 3  | HV | Hà Lan   | Thijmen Blokzijl            |
| 4  | TV | Hà Lan   | Joey Pelupessy              |
| 5  | HV | Đức      | Marco Rente                 |
| 6  | TV | Hà Lan   | Stije Resink                |
| 7  | TV | Curaçao  | Leandro Bacuna (đội trưởng) |
| 8  | TV | Na Uy    | Johan Hove                  |
| 9  | TĐ | Iceland  | Brynjólfur Willumsson       |
| 10 | TV | Ý        | Luciano Valente             |
| 11 | TĐ | Pháp     | Noam Emeran                 |
| 14 | TV | Hà Lan   | Jorg Schreuders             |
| 18 | TV | Hà Lan   | Tika de Jonge               |

| Số | VT | Quốc gia   | Cầu thủ                        |
| -- | -- | ---------- | ------------------------------ |
| 21 | TM | Hà Lan     | Hidde Jurjus                   |
| 22 | HV | Hà Lan     | Finn Stam (mượn từ AZ Alkmaar) |
| 23 | TĐ | Hà Lan     | Fofin Turay                    |
| 24 | TM | Hà Lan     | Dirk Baron                     |
| 25 | TV | Hà Lan     | Thijs Oosting                  |
| 26 | TĐ | Hà Lan     | Thom van Bergen                |
| 27 | TĐ | Bồ Đào Nha | Rui Mendes                     |
| 29 | TĐ | Hà Lan     | Romano Postema                 |
| 31 | TM | Hà Lan     | Jasper Meijster                |
| 38 | TĐ | Hà Lan     | Kian Slor                      |
| 43 | HV | Bỉ         | Marvin Peersman                |
| 67 | HV | Hà Lan     | Sven Bouland                   |

### Cho mượn
Ghi chú: Quốc kỳ chỉ đội tuyển quốc gia được xác định rõ trong điều lệ tư cách FIFA. Các cầu thủ có thể giữ hơn một quốc tịch ngoài FIFA.
| Số | VT | Quốc gia  | Cầu thủ                                                      |
| -- | -- | --------- | ------------------------------------------------------------ |
| —  | TĐ | Thụy Điển | Paulos Abraham (tại IFK Göteborg đến 31/12/2024)             |
| —  | TĐ | Na Uy     | Kristian Strømland Lien (tại Kristiansund BK đến 31/12/2024) |
| —  | TĐ | Hà Lan    | Kevin van Veen (tại St Mirren đến 30/6/2025)                 |